# Episodi di The Oblongs
La prima e unica stagione della serie animata The Oblongs, composta da 13 episodi, è stata trasmessa negli Stati Uniti, da The WB e Adult Swim, dal 1º aprile 2001 al 10 novembre 2002.
In Italia la stagione è stata trasmessa dal 13 al 27 ottobre 2004 su Italia Teen Television.
| nº | Titolo originale          | Titolo italiano         | Prima TV USA      | Prima TV Italia |
| -- | ------------------------- | ----------------------- | ----------------- | --------------- |
| 1  | Misfit Love               | Un amore impossibile    | 1º aprile 2001    | 13 ottobre 2004 |
| 2  | Narcoleptic Scottie       | Il cagnolino            | 8 aprile 2001     | 15 ottobre 2004 |
| 3  | Milo Interrupted          | La bambina abbandonata  | 15 aprile 2001    | 22 ottobre 2004 |
| 4  | Bucketheads               | La moda del secchio     | 22 aprile 2001    | 25 ottobre 2004 |
| 5  | Heroine Addict            | Giochi pericolosi       | 29 aprile 2001    | 27 ottobre 2004 |
| 6  | The Golden Child          | Il genio del marketing  | 6 maggio 2001     | 21 ottobre 2004 |
| 7  | Flush, Flush, Sweet Helga | L'avventura di Helga    | 13 maggio 2001    | 18 ottobre 2004 |
| 8  | Disfigured Debbie         | La bellezza non è tutto | 20 maggio 2001    | 14 ottobre 2004 |
| 9  | Pickles' Little Amazons   | Le giovani esploratrici | 25 agosto 2002    | 16 ottobre 2004 |
| 10 | Get Off My Back           | Una coppia inseparabile | 8 settembre 2002  | 19 ottobre 2004 |
| 11 | Please Be Genital         | Crisi matrimoniale      | 15 settembre 2002 | 20 ottobre 2004 |
| 12 | My Name Is Robbie         | La nuova vita di Bob    | 6 ottobre 2002    | 23 ottobre 2004 |
| 13 | Father of the Bribe       | Un sacco di tangenti    | 10 novembre 2002  | 26 ottobre 2004 |

## Un amore impossibile
- Titolo originale: Misfit Love
- Diretto da: Vincent Waller
- Scritto da: Jace Richdale

### Trama
Milo Oblong viene trasferito in una scuola pubblica dopo che suo padre Bob viene tolto dall'assicurazione sul lavoro per le troppe rivendicazioni. Nella nuova scuola, Milo si innamora di una bella e popolare ragazza di nome Yvette, che in seguito si rivela essere un'aliena. Nel frattempo, Bob cerca di trovare un secondo lavoro per pagare le spese mediche.

## Il cagnolino
- Titolo originale: Narcoleptic Scottie
- Diretto da: Bob Jaques
- Scritto da: Scott Buck

### Trama
Nel tentativo di calmare la sua iperattività, Bob e Pickles lasciano che Milo si prenda cura di uno scottish terrier ferito; tuttavia, quando il cane si rivela una cattiva influenza su Milo, la famiglia si trova costretta a dare il cane in adozione. In seguito scoprono che l'animale l'animale sta sopportando pesanti esperimenti in un laboratorio.

## La bambina abbandonata
- Titolo originale: Milo Interrupted
- Diretto da: Kelly Armstrong
- Scritto da: Ben Kull

### Trama
Dopo aver lanciato un sasso nella finestra della casa del Sig. Bergstein, un ragazzo di Hill viene accusato dell'incidente e il sindaco assume la bigotta Sig. Hubbard per indagare nella Valle sulle famiglie disfunzionali e i giovani delinquenti. Nel frattempo, Milo scopre che i genitori di Helga sono scomparsi da un anno e cerca di prendersi cura di lei, facendo sospettare Bob, il quale pensa che stia abusando di droghe.

## La moda del secchio
- Titolo originale: Bucketheads
- Diretto da: Joe Horne
- Scritto da: Scott Buck

### Trama
Pickles mette un secchio sulla testa di Milo per ripararsi dalla pioggia mentre va a scuola. Funzie, un ragazzo ritenuto "cool", pensa che il secchio di Milo sia alla moda e il giorno dopo, tutti indossano un secchio in testa. Milo si propone quindi di lanciare una nuova strana linea di abbigliamento.

## Giochi pericolosi
- Titolo originale: Heroine Addict
- Diretto da: Monte Young
- Scritto da: Joey Soloway e Scott Buck

### Trama
Pickles vince la possibilità di fare shopping sfrenato da un'azienda di sigarette, tuttavia, quando sviene dopo aver fumato troppe sigarette, decide di smettere di fumare e di bere alcolici. Quindi diventa un'amante del brivido dopo aver messo fuori combattimento una donna durante una lezione di Tae-Bo.

## Il genio del marketing
- Titolo originale: The Golden Child
- Diretto da: Linda Miller
- Scritto da: Leonard Dick

### Trama
Nel frattempo che Bob tenta invano di ottenere una promozione sul lavoro dal suo capo George Climer, Milo crea dei "beveroni sportivi" da vendere al suo banco della limonata. Dopo averla fatta assaggiare a George, quest'ultimo si congratula con Bob pensando che sia stato lui a inventarla, tuttavia, sentendosi in colpa, decide di rivelare che il merito è di suo figlio. George licenzia Bob portandolo successivamente in depressione e decide di assumere Milo per occuparsi del marketing, lanciando la bevanda da lui creata col nome di "Mania". Mettendo la bevanda in produzione, Bob si accorge che il suo sapore è dovuta al fatto che Milo recuperava le bottiglie da altre più vecchie che contenevano morfina.
- Note: durante le repliche dell'episodio su Adult Swim, la frase di un cliente arrabbiato contro il proprietario di "A alla Zed" che affermava "Torna in Francia, stupido crucco" è stata silenziata a causa del fatto che risultava un insulto etnico contro i tedeschi.[4]

## L'avventura di Helga
- Titolo originale: Flush, Flush, Sweet Helga
- Diretto da: Monte Young
- Scritto da: Jace Richdale

## La bellezza non è tutto
- Titolo originale: Disfigured Debbie
- Diretto da: Joe Horne
- Scritto da: Joey Soloway

## Le giovani esploratrici
- Titolo originale: Pickles' Little Amazons
- Diretto da: Skip Jones
- Scritto da: Ben Kull

## Una coppia inseparabile
- Titolo originale: Get Off My Back
- Diretto da: Jack Dryer
- Scritto da: Eric Friedman

## Crisi matrimoniale
- Titolo originale: Please Be Genital
- Diretto da: Gary McCarver
- Scritto da: Leonard Dick

## La nuova vita di Bob
- Titolo originale: My Name Is Robbie
- Diretto da: Vincent Waller
- Scritto da: Joey Soloway

## Un sacco di tangenti
- Titolo originale: Father of the Bribe
- Diretto da: Michael Kim e Bob Jacques
- Scritto da: Eric Friedman